# Kistenglas
Als Kistenglas bezeichnete man für den Handel in Kisten verpacktes Natronglas, insbesondere aus böhmischer Herstellung. 
Auch Thüringer und Harzer Glashütten stellten unter der Vertriebsbezeichnung „Böhmisches Glas“ Natronglas her. Grund für die  vorsorglichen Verpackung dieser Glassorte war der Zusatz von Natron bei der Erschmelzung. Dieser Zuschlag auf Natronbasis verursacht beim Fertigglas die Trübung und die Verfärbung der Scheiben bei Sonnenlicht ins Grünbläuliche, was eine Qualitätsminderung bedeutet. 
Als Glasmaß hatte eine Kiste 20 Gebinde mit je sechs Tafeln und somit war es eine Verpackungseinheit mit 120 Tafeln. Glasabmaße waren 20 mal 16 Zoll. In anderen Regionen waren 22 mal 20 Zoll ein Gebinde und 20 Gebinde mit sechs Tafeln und 120 Stück eine Kiste. Ausnahmen gab es reichlich. So hatte unter anderem eine Kiste auch mal 20 Bund mit 20 Tafeln, also 400 Stück.